# Lepthercus filmeri
Espèce
Lepthercus filmeri est une espèce d'araignées mygalomorphes de la famille des Entypesidae.

## Distribution
Cette espèce est endémique du Mpumalanga en Afrique du Sud,. Elle se rencontre vers Belfast.

## Description
La femelle holotype mesure 14,47 mm.

## Étymologie
Cette espèce est nommée en l'honneur de Martin R. Filmer.

## Publication originale
- Ríos-Tamayo & Lyle, 2020 : The South African genus Lepthercus Purcell, 1902 (Araneae: Mygalomorphae): phylogeny and taxonomy. Zootaxa, no 4766(2), p. 261-305.